# Irene D. Long
Irene Duhart Long (16 de novembro de 1950 - 4 de agosto de 2020) foi uma médica estadunidense e oficial da NASA. Foi a primeira médica chefe do Kennedy Space Center.

## Juventude e educação
Long foi a segunda de duas filhas de Andrew e Heloweise Davis Duhart, nascida em Cleveland, Ohio. Ela se formou na East High School em Cleveland e, em 1973, recebeu seu bacharel em biologia na Universidade do Noroeste. Em 1977, Long recebeu seu grau médico na Saint Louis University School of Medicine, seguido por estágios na Clinica de Cleveland, Mt. Sinai Hospital (Cleveland) e Wright State University em Dayton, Ohio, onde recebeu seu Mestrado em Ciências na área de medicina aeroespacial.

## Carreira
Em 1982, Long passou a trabalhar na NASA como médica. Em 1994, ela foi apontada como diretora do Centro de Pesquisa para Operações Biomédicas no Kennedy Space Center. Em 2000, ela foi apontada como Chefe Médica e Diretora Associada de Serviços do Espaçoporto do Kennedy Space Center. Ela se aposentou aos 63 anos e David Tipton assumiu a posição de Chefe Médico em 2013. Ela trabalhou na NASA por 31 anos.

## Prêmios
- 1986 - Kennedy Space Center Federal Woman of the Year Award
- 1995 - Society of NASA Flight Surgeons Presidential Award
- 1998 - Women in Aerospace Outstanding Achievement Award
- 2001 - Ohio Women's Hall of Fame
- 2005 - Lifetime Achievement Award, Women of Color Technology Awards Conference[6]
- 2010 - Strughold Award, Space Medicine Association[7]